# ASO (badanie)
ASO, odczyn antystreptolizynowy – diagnostyczne badanie serologiczne w kierunku zakażeń paciorkowcami hemolizującymi grupy A (Streptococcus pyogenes). Testem tym stwierdza się w surowicy obecność przeciwciała przeciwko antygenom powierzchniowym paciorkowców – streptolizynie O.
U osób zdrowych miano wynosi od 20 do 150 jednostek. Wartość powyżej 200, a u dzieci powyżej 333, może to świadczyć o trwającym bądź przebytym zakażeniu paciorkowcami. Wyjątkowo wysokie miano występuje w chorobach reumatycznych. Podwyższone wartości pojawiają się również podczas kłębuszkowego zapalenia nerek, płonicy, anginy oraz róży.